# Casamento entre pessoas do mesmo sexo na Alemanha

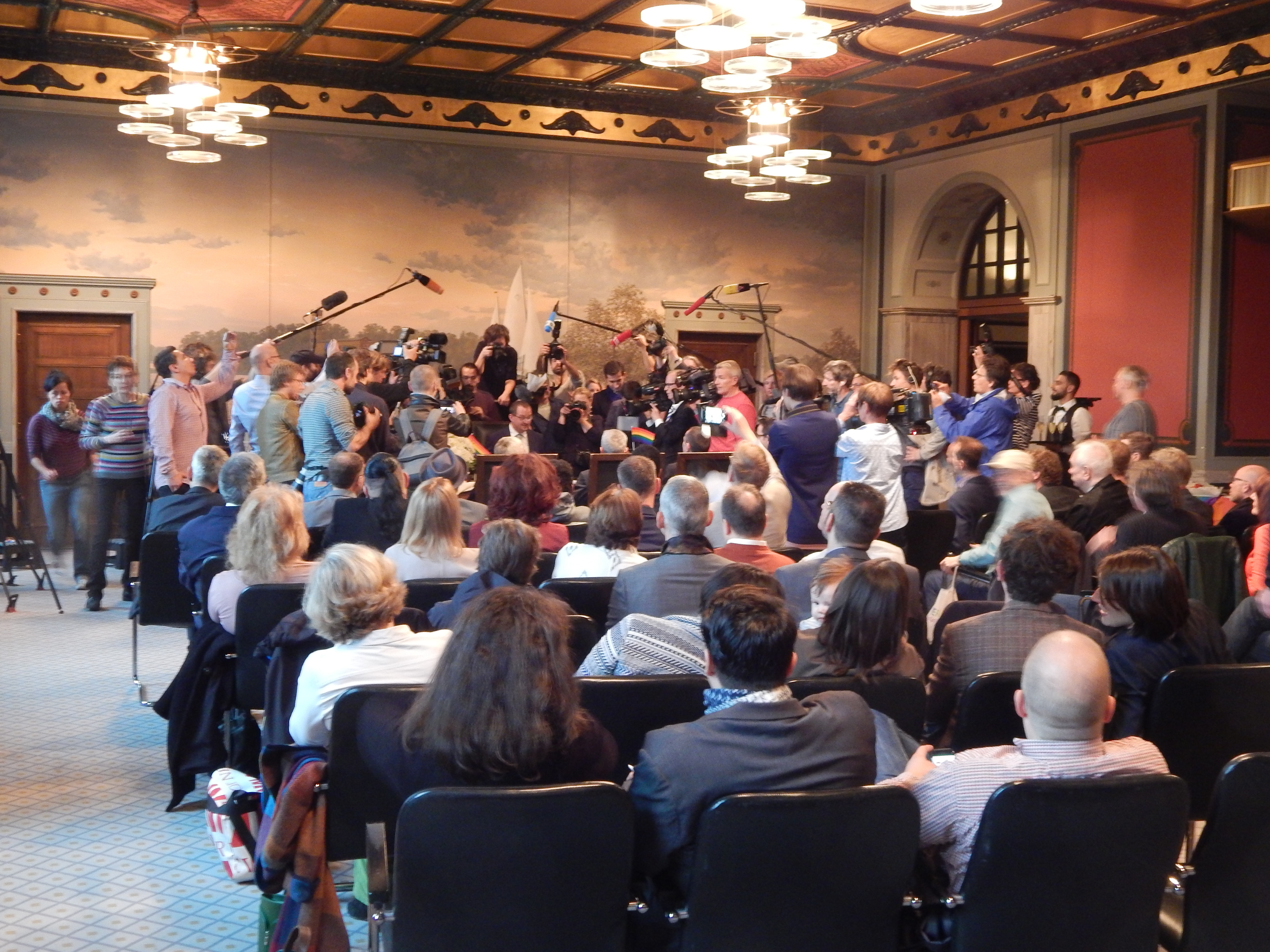
Primeiro casamento gay realizado na Alemanha.

Desde 1 de agosto de 2001, a Alemanha permite a união civil (Eingetragene Lebenspartnerschaft) para casais do mesmo sexo. Estas uniões provêm muitos, mas não todos os direitos do casamento. O Tribunal Constitucional Federal tem emitido várias decisões a favor da igualdade de direitos para parceiros do mesmo sexo em união civil, exigindo que a coalizão governante mudasse a lei.
Em 30 de junho de 2017, o Bundestag aprovou um projeto de lei que permite o casamento entre pessoas do mesmo sexo. O projeto de lei foi aprovado pelo Bundesrat no dia 7 de julho e foi sancionado no dia 20 de julho de 2017 pelo presidente Frank-Walter Steinmeier. Salvo qualquer contestação legal bem sucedida, a lei está prevista para entrar em vigor no primeiro dia do terceiro mês após a publicação, isto é, 1º de outubro de 2017.

## União civil

### Primeiro e segundo governo de Schröder (1998-2005)
A lei de união civil de 2001 foi um compromisso entre os defensores do casamento entre pessoas do mesmo sexo e os membros dos dois maiores partidos conservadores do país, cujas interpretações de casamento exclui pessoas homossexuais. A lei concede um número de direitos dos quais casais de sexo oposto usufruem. Foi redigido por Volker Beck do partido Os Verdes e foi aprovado sob o governo de coalizão Verde/Social-Democrata. O Bundestag a aprovou em novembro de 2000, com os partidos do governo votando a favor e os partidos de oposição CDU/CSU e FDP votando contra. O presidente Johannes Rau assinou a lei em 16 de fevereiro de 2001 e ela entrou em vigor em 1º de agosto do mesmo ano.

### Primeiro governo Merkel (2005-2009)
Em julho de 2008, o Tribunal Federal Constitucional da Alemanha determinou que uma mulher transexual que teve sua transição depois de mais de 50 anos de casamento com uma mulher cisgênero pudesse continuar casada com sua esposa e alterar seu gênero nos documentos para feminino. O Tribunal deu o prazo de um ano para efetuar as mudanças necessárias na legislação sobre os direitos das pessoas trans.
Em 22 de outubro de 2009, o Tribunal considerou que um homem, cujo empregador tinha dado a ele e ao seu parceiro benefícios inferiores de pensão justificando que ele não era casado tinha o direito de receber os mesmos benefícios que ele receberia se ele e seu parceiro fossem um casal de sexos opostos. A decisão do Tribunal determinou igualdade de direitos de casais do mesmo sexo em união civil não apenas em relação aos benefícios de aposentadoria, mas em relação a todos os direitos e responsabilidades atualmente aplicáveis aos casais de sexo oposto casados.

## Estatísticas
A lei de união civil entrou em vigor em 1 de agosto de 2001. Até outubro de 2004, estima-se que 5.000 casais do mesmo sexo registraram suas uniões. Em 2007, esse número aumentou para cerca de 15.000, dois terços desses sendo casais do sexo masculino. Em 2010, esse número aumentou para 23.000 e em maio de 2011 para 68.268.

## Opinião pública
Em dezembro de 2006, uma pesquisa conduzida pelo Angus-Reid Global buscando atitudes públicas sobre a economia, política e questões sociais para os estados-membros da União Europeia concluiu que a Alemanha ocupou a sétima posição em apoiar o casamento de pessoas do mesmo sexo, com 52% de apoio popular. O apoio alemão para o casamento do mesmo sexo foi acima da média da União Europeia de 44%.
Em janeiro de 2013, uma pesquisa realizada pelo YouGov mostrou que 66% população alemã apoiava o casamento entre pessoas do mesmo sexo, 24% se opuseram e 10% não souberam opinar. Já sobre a adoção de crianças por casais do mesmo sexo teve apoio de 59% dos entrevistados, 31% foram desfavoráveis e 11% não souberam opinar.
Em outra pesquisa realizada em maio de 2015 pelo YouGov, 65% dos entrevistados apoiavam o casamento entre pessoas do mesmo sexo (por partido: 57% do CDU, 79% do SPD, 68% do Die Linke e 94% dos Verdes). 28% se opuseram e 7% não souberam opinar. O apoio subia para 75% entre os jovens de 18 a 24 anos, mas caía para 60% entre aqueles com mais de 55 anos de idade, 64% entre os Católicos e 63% entre os Protestantes. O apoio para a adoção por casais do mesmo sexo foi de 57%, 35% se opuseram e 8% não souberam responder.
Em janeiro de 2017, um estudo realizado pela Agência Federal Alemã de Antidiscriminação indicou que 83% dos alemães eram a favor do casamento entre pessoas do mesmo sexo.